# Kemijska veza
Kemijska veza je privlačna sila kojom se atomi ili atomske skupine udružuju u energijski stabilnije molekule ili kristale	.
Kemijska veza nastaje prema dvama pravilima: pravilo okteta i pravilo minimalne energije. Svaki od atoma u kemijskoj vezi nastoji postići oktet elektrona u vanjskoj valentnoj ljusci, jer je to najstabilnija konfiguracija elektrona. Kemijski spoj koji nastaje povezivanjem atoma, atomskih skupina ili molekula ima manju energiju od jedinki koje ulaze u kemijsku vezu. Težnja minimalnoj energiji je univerzalni zakon svemira.
Tri su vrste kemijske veze prema jačini ionska, kovalentna i metalna veza a postoje i druge slabije veze.
Duljina i energija veze karakteristični su parametri kemijske veze. Duljina veze je ravnotežni razmak između jezgri atoma koji sudjeluju u tvorbi veze.
Energija veze (osim za dvoatomske molekule) hipotetičke su vrijednosti definirane postulatom, prema kojem je energija atomizacije nekog spoja (energija rastavljanja spoja u sastane atome) jednaka zbroju
energija veza u tom spoju. Energija veze jednaka je energiji potrebnoj za disocijaciju, tj. kidanje veze.
Jakost kemijske veze smanjuje se povećanjem duljine veze. Udaljenost atoma ne može, osim nasilno, postati manja od duljine veze jer djeluju jake sile odbijanja. Udaljenost se neće niti spontano povećati. Po tome,
duljina veze je ravnotežno stanje između privlačnih i odbojnih sila među atomima koji tvore tu vezu. 
Imajući u vidu da je udaljenost atoma bitan preduvjet za formiranje kemijske veze, atomi moraju doći blizu jedan drugome. To se postiže
sudarima, a od mnogih sudara samo malo njih pobuđuje stvaranje kemijske veze.

## Ionska veza
Ionska veza nastaje između atoma elemenata s malom energijom ionizacije i atoma s velikim elektronskim afinitetom.
Atom male energije ionizacije (elektropozitivan atom) lako predaje elektron (elektron donor, od lat. donare darivati), i pri tome postaje kation - pozitivno nabijen ion. Atom prima elektron (elektron akceptor, od
lat. acceptare primati) i pri tom postaje anion - negativno nabijen ion. Elektronske konfiguracije kationa i aniona poprimaju energijski povoljnije konfiguracije plemenitih plinova. To znači da ionska veza omogućuje
atomima koji sudjeluju u njenoj tvorbi, da postignu niže, stabilnije energijsko stanje od njihova normalna stanja.
Ionsku vezu vrlo lako ostvaruju alkalijski i zemnoalkalijski elementi - kao elektron-donori, s halogenim elementima - elektron akceptorima (čime se stvaraju alkalijski i zemnoalkalijski halogenidi).
Kako takvi spojevi nastaju čistom ionskom vezom  - nazivaju se ionskim spojevima.
Primjer:
KCl
K (1s2 2s2 2p6 3s2 3p6 4s1)
Cl (1s2 2s2 2p6 3s2 3p5)
Kalij lako gubi elektron iz orbitale 4s (prvi ionizacijski potencijal kalija je vrlo nizak 4,34 V) i prelazi u kation K+, koji tada ima elektronsku konfiguraciju K+ (1s2 2s2 2p6 3s2 3p6), koja odgovara elektronskoj konfiguraciji argona Ar (1s2 2s2 2p6 3s2 3p6).
Elektron iz orbitale 4s kalija prima klor u svoju 3p orbitalu i prelazi u kloridni ion Cl-, koji ima elektronsku konfiguraciju Cl- (1s2 2s2 2p6 3s2 3p6),  koji također odgovara elektronskoj konfiguraciji argona.
Zbog suprotnih naboja ionâ kalij i klor drže se zajedno i daju ionski spoj kalij-klorid. 
Značajke ionskih spojeva rezultat su naročite prirode ionske veze. Kako je ionska veza elektrostatske prirode, ona nije usmjerena, pa elektrostatsko privlačenje djeluje snažno oko cijelog iona. Ionski se spojevi 
kristaliziraju u vrlo dobro zbijenim strukturama
velike tvrdoće i visokog tališta, a lako su topljivi u vodi, jer molekule vode stabiliziraju oslobođene ione.

## Kovalentna veza
Kovalentnu vezu tvore nemetali međusobnim spajanjem, a ona nastaje stvaranjem zajedničkih elektronskih parova, pa oba atoma koji sudjeluju u tvorbi veze imaju zajedničku elektronsku konfiguraciju, koja je energijski povoljnija (stabilnija) od konfiguracije samih atoma. Ako spomenuti uvjeti
nisu ispunjeni, ne stvara se kemijska veza.
Svaki elektronski par čini jednu kovalenciju, koja se u grafičkim prikazima kemijskih formula označuje crticom npr. H-H. Karakteristike kovalentne veze su valentnost, zasićenost
i usmjerenost.
Valentnost je svojstvo atoma da tvori kemijsku vezu. Zasićenost kovalentne se pokazuje u postizanju energijski najpovoljnije elektronske konfiguracije kovalentnog spoja. kovalentna veza pokazuje izrazitu usmjerenost. Svojstvo usmjerenosti najčešće vodi do visoke simetrije kovalentnih spojeva.
Teorija valentnih struktura pomoću hibridizacije - miješanja valentnih atomskih orbitala (Linus Pauling 1931.), objasnila je valentnost, usmjerenost i zasićenost kovalentne veze.
Tako se kod strukture silicij(IV)-fluorida (SiF4) miješaju jedna s i tri p orbitale silicijeva atoma, pa nastaju
četiri sp3 hibrida, koji vežu četiri atoma fluorida, a tako nastale veze usmjerene su u uglove tetraedra, jer je to energijski optimalna elektronska
i geometrijska struktura molekule za sp3 hibridizaciju.
Teorija molekulskih orbitala također uspješno je rastumačila kemijske veze (i strukture molekula) kao i teoriju valentnih struktura, a naročito je pogodna za proučavanje veza vrlo složenih molekularnih struktura.
Prema teoriji molekulskih orbitala moguće je kombinirati atomske orbitale njihovim zbrajanjem ili oduzimanjem. Zbrajanjem se dobivaju vezne, a odbijanjem protuvezne molekularne orbitale. U svaku molekularnu orbiatlu
mogu se smjestiti najviše dva elektrona. Vezne orbitale opisuju vezu i doprinose stabilnosti molekule. Ako elektroni moraju ući u protuvezne orbitale, njihov je doprinos negativan; destabiliziraju vezu i molekularnu strukturu.
Molekularne orbitale je moguće svrstati u dvije skupine 
- homonuklaerne veze od jednakih atoma koji tvore molekularne orbitale
- heteronuklaerne veze od nejednakih atoma koji tvore molekularne orbitale.

Homonuklaerni kovalentni spojevi imaju točno određenu strukturu i geometrijski oblik zbog usmjerenosti i krutosti
kovalentne veze. Privlačne sile između molekula homopolarnih (homonuklaernih) spojeva vrlo slabe. Takvi su spojevi na sobnoj temperaturi plinovi (H2, O2, N2)
. Postoje izuzeci - dijamant.
Djelomični ionski karakter kovalentne veze kod spojeva gdje u tvorbi sudjeluju dva nejednaka atoma, koji imaju različit afinitet za elektrone. U takvoj kovalentnoj vezi elektronski par nije simetrično raspoređen
i nastaje heteropolarna molekula. Asimetrični elektronski par u molekuli djelomično polarizira kovalentnu vezu - jedan atom u vezi postaje slabo pozitivan δ+, a drugi slabo negativan δ-. Takve molekule s djelomičnim ionskim
karakterom pokazuju dipolni karakter. Stupanj dipolnog karaktera molekule određuje se mjerenjem dipolnog momenta molekule.

### Koordinacijska veza
Koordinacijska veza (ponekad koordinativna veza; donorska veza) je kovalentna kemijska veza kod koje zajednički elektronski par potječe od samo jednog atoma. Kod obične kovalentne veze atomi dijele vezne elektrone, no kod koordinacijske veze oba vezna elektrona potječu od jednog atoma. Atomi povezani koordinacijskom vezom često odstupaju od pravila okteta.

## Metalna veza
Metalna veza je privlačna sila između valentnih elektrona i iona metala (kationa).
Atomi metala su gusto složeni jer svi imaju jednake polumjere. Zbog blizine atoma preklapaju se vanjske valentne orbitale atoma i nastaju nove zajedničke molekulske orbitale u kojima se vanjski elektroni slobodno gibaju, kažemo da su elektroni delokalizirani. Elektroni ne pripadaju točno nekom određenom atomu nego svima a to znači da su atomi zapravo kationi.
Delokalizirani elektroni i kationi metala se snažno privlače, to je privlačenje mnogih slobodnih elektrona s jedne strane i mnogih pozitivnih iona metala s druge strane. Ta sila privlačenja je metalna veza. Elektroni djeluju kao "ljepilo" i nastaje kristalna rešetka određene strukture. Veza je vrlo jaka, jer je kristalna rešetka metala vrlo stabilna. Zato metali često imaju visoku točku tališta ili vrelišta. Delokalizirani elektroni objašnjavaju električnu provodljivost metala kao i toplinsku provodljivost.
Linus Pauling iskazuje da je naročita građa metala rezultat rezonancije mnogobrojnih struktura u kojima je par elektrona uvijek smješten između neka druga dva atoma. Kako ima više mogućih veza nego parova elektrona, rezonancija uzrokuje potpunu delokalizaciju elektrona, pa je zbog toga red metalne veze uvijek manji od jedan. Red veze je kvantnomehanički indeks, koji je mjera
raspodjele elektrona među atomima koji tvore vezu, a poprima vrijednost jedan za potpunu jednostruku vezu, dva za dvostruku vezu i tri za potpunu trostruku vezu.
Felix Bloch je razvio jednostavnu teoriju molekularnih orbitala, a koju je detaljno razradio E. Hückel za konjugirane molekule, za tumačenje delokalizacije elektrona u metalnoj
strukturi, jer molekularne orbitale pripadaju cijelom kristalu (Blochove orbitale) Te su energijska stanja elektrona u metalu kao aproksimativna rješenja Schrödingerove jednadžbe, 
s restrikcijom da se uzima u obzir kristalna rešetka metala. Kasnije je francuski fizičar Louis Marcel Brillouin razradio Blochov postupak, i tako je nastala teorija elektronske vrpce krutina. Više na metalna veza.

## Slabe kemijske veze

### Van der Waalsova veza
Često postoji jaka elektrostatska interakcija F (sila privlačenja) između molekula s dipolnim momentom kao dipolno privlačenje
{\displaystyle \mathrm {F} ={\frac {\mu _{\mathrm {A} }\mu _{\mathrm {B} }}{\mathrm {r_{\mathrm {A-B} }^{4}} }}}
između dipolnih molekula i iona kao ion-dipolno privlačenje
{\displaystyle \mathrm {F} ={\frac {e_{\mathrm {A} }\mu _{\mathrm {B} }}{\mathrm {r_{\mathrm {A-B} }^{3}} }}}
između jakih dipolnih molekula i inducirano dipolnih molekula kao dipol-inducirano privlačenje te između iona i inducirano dipolnih molekula kao ion-dipolno privlačenje.
Dipolno privlačne sile između molekula nazvane su van der Waalsovim silama (Johannes Diderik van der Waals), a slaba veza koja nastaje tim privlačenjem naziva se van der Waalsovom vezom.
Karakteristika je tih sila da rastu s porastom veličine molekule (i molekularne mase), odnosno s porastom broja elektrona u molekuli.
Van der Waalsove sile brzo opadaju s povećanjem dužine veze i djeluje samo kada su molekule blizu, a postoji udaljenost kada su te sile maksimalne.
Na manjoj udaljenosti djeluju odbojne - Bornove sile, koje poništavaju
van der Waalsove. Van der Waalsove sile su naveće u čvrstom stanju.
Kristali u kojima van der Waalsove sile drže na okupu molekule su molekulski kristali.

### Vodikova veza
Vodikova veza je privlačno međumolekulsko djelovanje između vodikova atoma jedne i elektronegativnoga atoma iste ili druge molekule.
Vodikova veza nastaje između molekula u kojima je vodikov atom vezan na atom velike elektronegativnosti (F, O, N). Takve molekule imaju O-H, N-H ili H-F kovalentnu vezu koja je zbog razlike u elektronegativnosti oba atoma polarna: -O--H+, -N--H+, H+-F-.
Vodikova veza je jača od van der Walsove, ali je slabija od ionske i od kovalentne veze.  Jačine je oko 5% kovalentne veze.  Zbog vodikove veze molekule kao HF ili H2O asociraju u veće molekulske agregate, tvari imaju više talište i vrelište.
Vodikove veze su odgovorne za „nenormalno“ ponašanje vode. Skoro sve tvari se hlađenjem sažimaju dok se led hlađenjem širi. Led nastao od nekog volumena vode ima oko 9% veći volumen. Zato led pliva na vodi a vodovodne cijevi pucaju ako smrznu.
Vodikova veza se sastoji od sljedećih interakcija:
- elektrostatsko privlačenje
- delokalizacija elektrona
- disperzno privlačenje
- odbijanje elektronskih oblaka.

Vodikove veze se javljaju u mnogim grupama spojeva kao što su: alkoholi, amini, amidi, organske kiseline, aminokiseline.
Vodikova veza je vrlo značajna u biološkim molekulama kao što je dvostruka spiralna zavojnica deoksiribonukleinske kiseline (DNK), gdje su polovine „ljestava“  povezane međumolekulskim vodikovim vezama. Molekulski lanci glukoze u niti celuloze također su povezani vodikovom vezom; cijepanjem drva sjekirom svladavamo vodikove veze.